# Densha de Go!

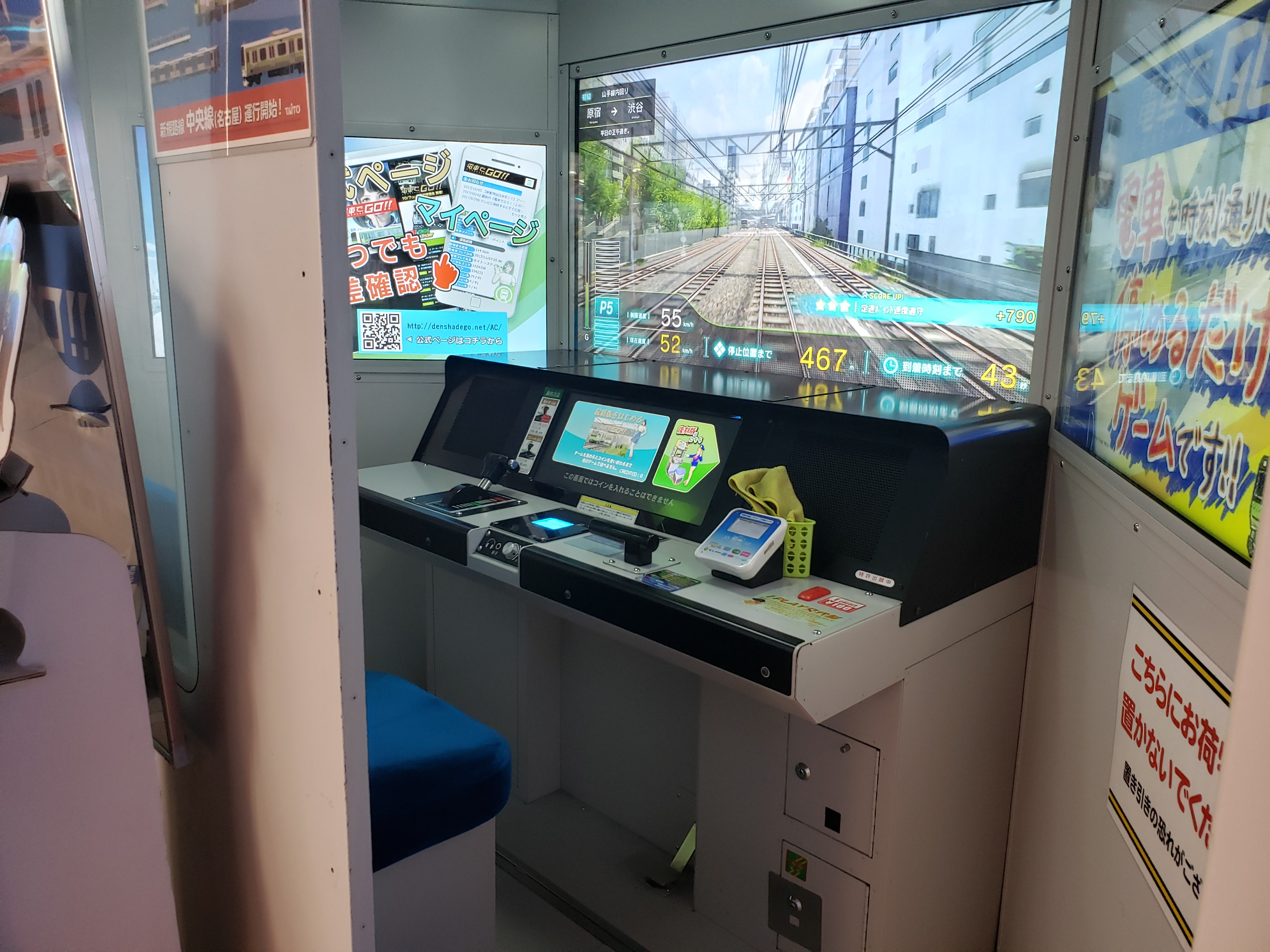
Densha de Go!! Arcade-Automat der Version von 2017 in Tokyo

Densha de Go! (jap. 電車でGo!, dt. „Fahr mit dem Zug!“) ist eine japanische Videospielreihe. Es handelt sich um eine Zugsimulation. Der erste Teil erschien 1996 als Arcadespiel produziert von Taito. Da die Entwicklungsabteilung von Taito inzwischen von Square Enix übernommen wurde, stammen neuere Spiele von Ongakukan.

## Überblick
Densha de Go! konzentriert sich ausschließlich auf echte japanischen Züge und Bahnstrecken. Hauptaugenmerk liegt auf wichtigen Pendlerstrecken und reizvollen Nebenstrecken. Ziel ist es, möglichst exakt nach Fahrplan zu fahren, dabei Geschwindigkeitsbegrenzungen einzuhalten, und den Zug punktgenau zum Halten zu bringen. Letzteres ist in Japan von großer Bedeutung, da sich vor allem in Ballungsräumen auf den Bahnsteigen Markierungen befinden, die anzeigen, wo sich die Türen des haltenden Zugs befinden.
Im Gegensatz zu Railfan und Train Simulator, zwei anderen bedeutenden japanischen Spielreihen mit ähnlichem Konzept, benutzt Densha de Go! keine Videoaufzeichnungen, die der Fahrgeschwindigkeit entsprechend abgespielt werden, sondern Strecke und Umgebung werden nachmodelliert. Densha de Go! ist keine authentische Simulation, sondern ein weitestgehend auf einfaches Beschleunigen und Bremsen reduzierter Ausschnitt der Wirklichkeit mit Arcade-Physik.

## Versionen
Die Serie ist seit 1996 auf fast jeder in Japan bedeutenden Spielekonsole erschienen – egal ob Heimkonsole oder Handheld. Densha de Go! FINAL von 2004 markierte einen vorläufigen Endpunkt, es erscheinen nur noch Portierungen und Handyspiele. Ende 2017 kehrte die Reihe mit Densha de Go!! in die japanischen Spielhallen zurück. Auf Basis dieses Titels wurde im Dezember 2020 Densha de Go!! Hashirō Yamanote-sen für die Playstation 4 und 2021 für Nintendo Switch veröffentlicht.
| Veröffentlichung | Plattform              | Titel                                                         | Bemerkung                                                 |
| ---------------- | ---------------------- | ------------------------------------------------------------- | --------------------------------------------------------- |
| März 1997        | Arcade                 | Densha de Go!                                                 |                                                           |
| Sep. 1997        | Arcade                 | Densha de Go! EX                                              |                                                           |
| 18. Dez. 1997    | PlayStation            | Densha de Go!                                                 |                                                           |
| März 1998        | Arcade                 | Densha de Go! 2 Kōsoku-hen                                    |                                                           |
| Sep. 1998        | Arcade                 | Densha de Go!2 Kōsoku-hen 3000                                |                                                           |
| 19. Sep. 1998    | Arcade                 | Densha de Go! N-Gauge-hen                                     | Die Züge fahren in einem echten Diorama.                  |
| 1. Okt. 1998     | Sega Saturn            | Densha de Go! EX                                              |                                                           |
| 4. März 1999     | WonderSwan             | Densha de Go! SW                                              |                                                           |
| 18. März 1999    | PlayStation            | Densha de Go! 2 Kōsoku-hen                                    |                                                           |
| 23. Juli 1999    | Nintendo 64            | Densha de Go! 64                                              |                                                           |
| 7. Okt. 1999     | WonderSwan             | Densha de Go! 2 SW                                            |                                                           |
| 21. Okt. 1999    | Neo Geo Pocket Color   | Densha de Go! 2 ON NeoGeoPocket                               |                                                           |
| 9. Dez. 1999     | PlayStation            | Densha de Go! Professional                                    |                                                           |
| 10. Dez. 1999    | Game Boy Color         | Densha de Go!                                                 |                                                           |
| 10. Jan. 2000    | Dreamcast              | Densha de Go! 2 Kōsoku-hen 3000                               |                                                           |
| 27. Jan. 2000    | PlayStation            | Densha de Go! Nagoya Tetsudō-hen                              |                                                           |
| März 2000        | Arcade                 | Densha de Go! 3 Tsūkin-hen                                    |                                                           |
| 16. März 2000    | PlayStation            | Kisha de Go!                                                  | Dampfzüge                                                 |
| Okt. 2000        | Arcade                 | Densha de Go! Ryojō-hen                                       | Straßenbahn                                               |
| 1. Dez. 2000     | PC (Windows)           | Densha de Go! Nagoya Tetsudō-hen                              |                                                           |
| 8. Dez. 2000     | Game Boy Color         | Densha de Go! 2                                               |                                                           |
| 9. Feb. 2001     | PC (Windows)           | Kisha de Go!                                                  | Dampfzüge                                                 |
| 15. März 2001    | PlayStation 2          | Densha de Go! 3 Tsūkin-hen                                    |                                                           |
| 15. Juni 2001    | PC (Windows)           | Densha de Go! Professional                                    |                                                           |
| 20. Sep. 2001    | PlayStation 2          | Densha de Go! Shinkansen: San’yō-Shinkansen-hen               | Hochgeschwindigkeitszüge                                  |
| 19. Okt. 2001    | Windows                | Densha de Go! 2 Kōsoku-hen 3000                               |                                                           |
| 25. Juli 2002    | PlayStation 2          | Densha de Go! Ryojō-hen                                       | Straßenbahn                                               |
| 13. Dez. 2002    | PC (Windows)           | Densha de Go! Shinkansen: San’yō Shinkansen-hen               |                                                           |
| 27. Feb. 2003    | PlayStation 2          | Densha de Go! Professional 2                                  |                                                           |
| 5. Juni 2003     | PC (Windows)           | Densha de Go! Ryojō-hen                                       | Straßenbahn                                               |
| 27. Mai 2004     | PlayStation 2          | Densha de Go! FINAL                                           |                                                           |
| 15. Juni 2004    | PC (Windows)           | Densha de Go! Professional 2                                  |                                                           |
| 17. Dez. 2004    | PC (Windows)           | Densha de Go! FINAL                                           |                                                           |
| 29. Sep. 2005    | PlayStation Portable   | Densha de Go! Pocket Yamanotesen-hen                          | Portierung der Yamanote-Linie von Densha de Go! FINAL     |
| 19. Jan. 2006    | PlayStation Portable   | Densha de Go! Pocket Chūōsen-hen                              | Portierung der Chūō-Hauptlinie von Densha de Go! FINAL    |
| 30. März 2006    | PlayStation Portable   | Densha de Go! Pocket Ōsaka Kanjōsen-hen                       | Portierung der Ōsaka-Ringlinie von Densha de Go! FINAL    |
| 27. Juli 2006    | PlayStation Portable   | Densha de Go! Pocket Tōkaidō-hen                              | Portierung der Tōkaidō-Hauptlinie von Densha de Go! FINAL |
| 19. Jan. 2007    | PC (Windows)           | Densha de Go!                                                 |                                                           |
| 1. März 2007     | Nintendo Wii           | Densha de Go! ShinkansenEX: San’yō Shinkansen-hen             |                                                           |
| 22. Juli 2010    | Nintendo DS            | Densha de Go! Tokubetsu-hen – Fukkatsu! Shōwa no Yamanote-sen | Portierung der Yamanote-Linie                             |
| Ende 2017        | Arcade                 | Densha de Go!!                                                | Reboot der Reihe auf Basis der Unreal-Engine.             |
| Feb. 2018        | Stand-Alone Controller | Densha de Go! Plug & Play                                     | HD-Neuauflage, die auf Densha de Go! Final basiert.       |
| Dez. 2020        | PlayStation 4          | Densha de Go!! Hashirō Yamanote-sen                           | Basierend auf dem Arcade-Titel von 2017                   |

## Controller
Für Heimkonsolen gibt es spezifische Controller, die durch Hebel, Pedale und ein entsprechendes Design den Realismusgrad und den Spaß an dem Spiel vergrößern sollen. 2018 wurde mit dem Densha de Go! Plug & Play ein Standalone-Zugcontroller veröffentlicht, der per HDMI direkt an den Fernseher angeschlossen wird. Das dazugehörige Spiel ist bereits vorinstalliert und basiert auf Densha de Go! Final von 2004. Neu ist u. a. die HD-Grafik in 720p.